# Сан-Антонио (департамент, Жужуй)
Департамент Сан-Антонио  (исп. Departamento de San Antonio) — департамент в Аргентине в составе провинции Жужуй .
Территория — 690 км². По данным Национального института статистики и переписи населения в Аргентине на 2010 год численность жителей департамента была 4466 против 3698 человек в 2001 году, что составило рост на 20,8%.> Плотность населения — 6,46 чел./км².
Административный центр — Сан-Антонио.

## География
Департамент расположен на юге провинции Жужуй.
Департамент граничит:
- на севере — с департаментом Доктор-Мануэль-Бельграно
- на северо-востоке — с департаментом Пальпала
- на юго-востоке — с департаментом Эль-Кармен
- на юге и западе — с провинцией Сальта

## Административное деление
Департамент включает 1 муниципалитет:
- Сан-Антонио

## Важнейшие населенные пункты[3]
| № | Населённый пункт             | Населённый пункт (порт.)   | Категория | Население чел. (2010) | На карте                        |
| - | ---------------------------- | -------------------------- | --------- | --------------------- | ------------------------------- |
| 1 | Сан-Антонио                  | San Antonio                | город     | 1430                  | 24°22′01″ ю. ш. 65°20′11″ з. д. |
| 2 | Лотео-Навеа                  | Loteo Navea                | поселок   | 930                   | 24°16′12″ ю. ш. 65°16′21″ з. д. |
| 3 | Эль-Сейбаль                  | El Ceibal                  | поселок   | 176                   | 24°18′04″ ю. ш. 65°16′35″ з. д. |
| 4 | Лос-Алисос                   | Los Alisos                 | поселок   | 61                    | 24°16′03″ ю. ш. 65°18′17″ з. д. |
| 5 | Нуэстра-Сеньора-дель-Росарио | Nuestra Señora del Rosario | поселок   | 40                    | 24°19′10″ ю. ш. 65°23′59″ з. д. |
| 6 | Ла-Тома                      | La Toma                    | поселок   | н/д                   | 24°20′10″ ю. ш. 65°21′54″ з. д. |